# Bukowa Góra (Wyżyna Olkuska)

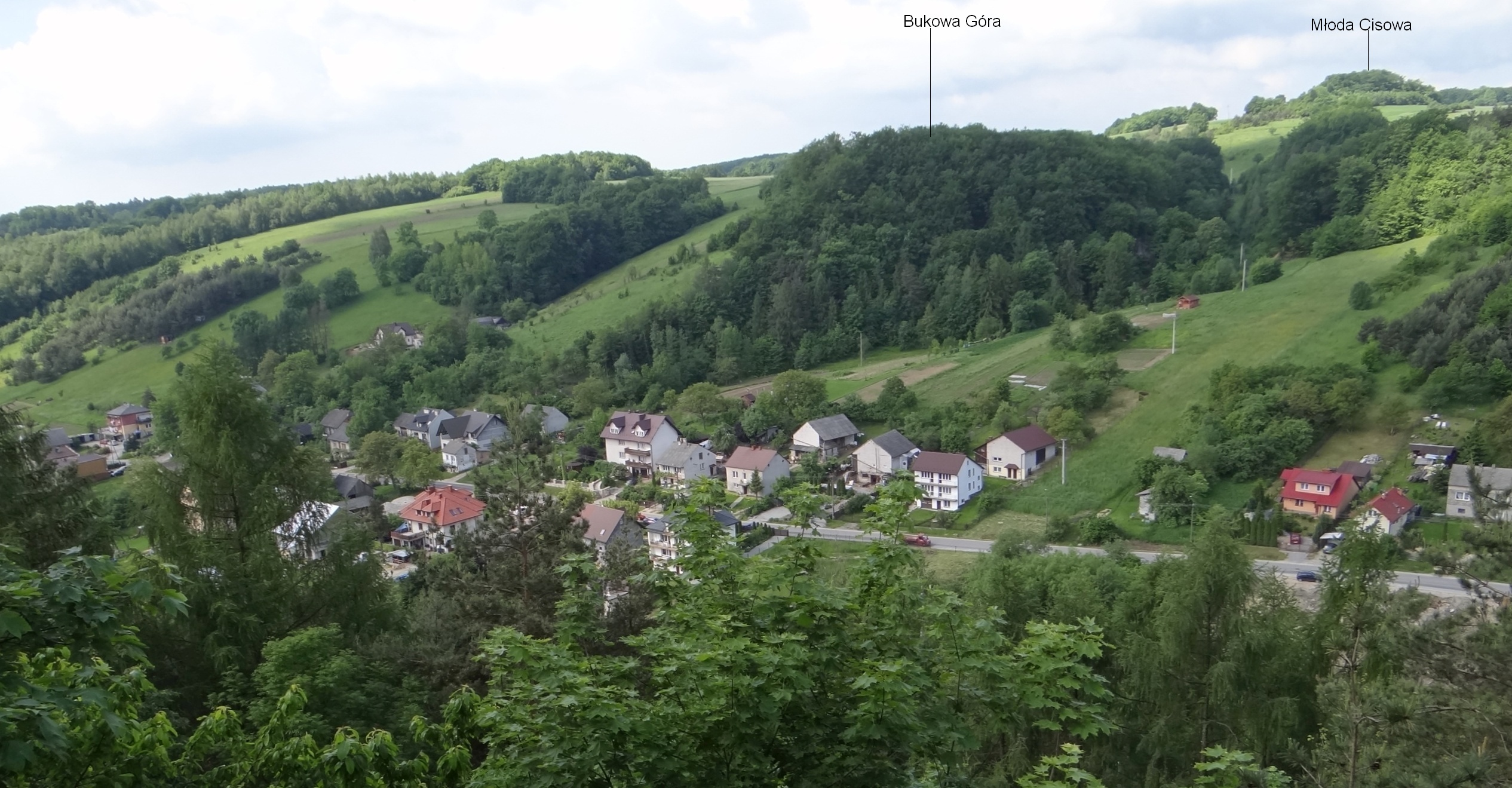

Bukowa Góra (420 m) – skaliste wzniesienie na Wyżynie Olkuskiej, w miejscowości Szklary, w województwie małopolskim, w powiecie krakowskim, w gminie Jerzmanowice-Przeginia.
Znajduje się w prawych zboczach Doliny Szklarki, po południowej stronie Jagodnika. Wzniesienia te oddzielone są od siebie wąwozem, którym biegnie polna droga. Od wschodniej strony Bukowa Góra łagodnie opada do zabudowanego domami dna Doliny Szklarki. Z wszystkich stron otoczona jest polami uprawnymi, tylko z Jagodnikiem łączy się lasem Bacykówka,
U północnych podnóży Bukowej Góry, tuż na drogą biegnąca wąwozem między nią i Jagodnikiem, znajduje się grupa skał, a w nich Jaskinia Szklana.
W Dolinie Szklarki jest jeszcze drugie wzniesienie, w niektórych opracowaniach również nazywane Bukową Górą. Na mapie Geoportalu jest to Skała Bukowa. Znajduje się dalej na północ, tuż poniżej Chochołowych Skał.

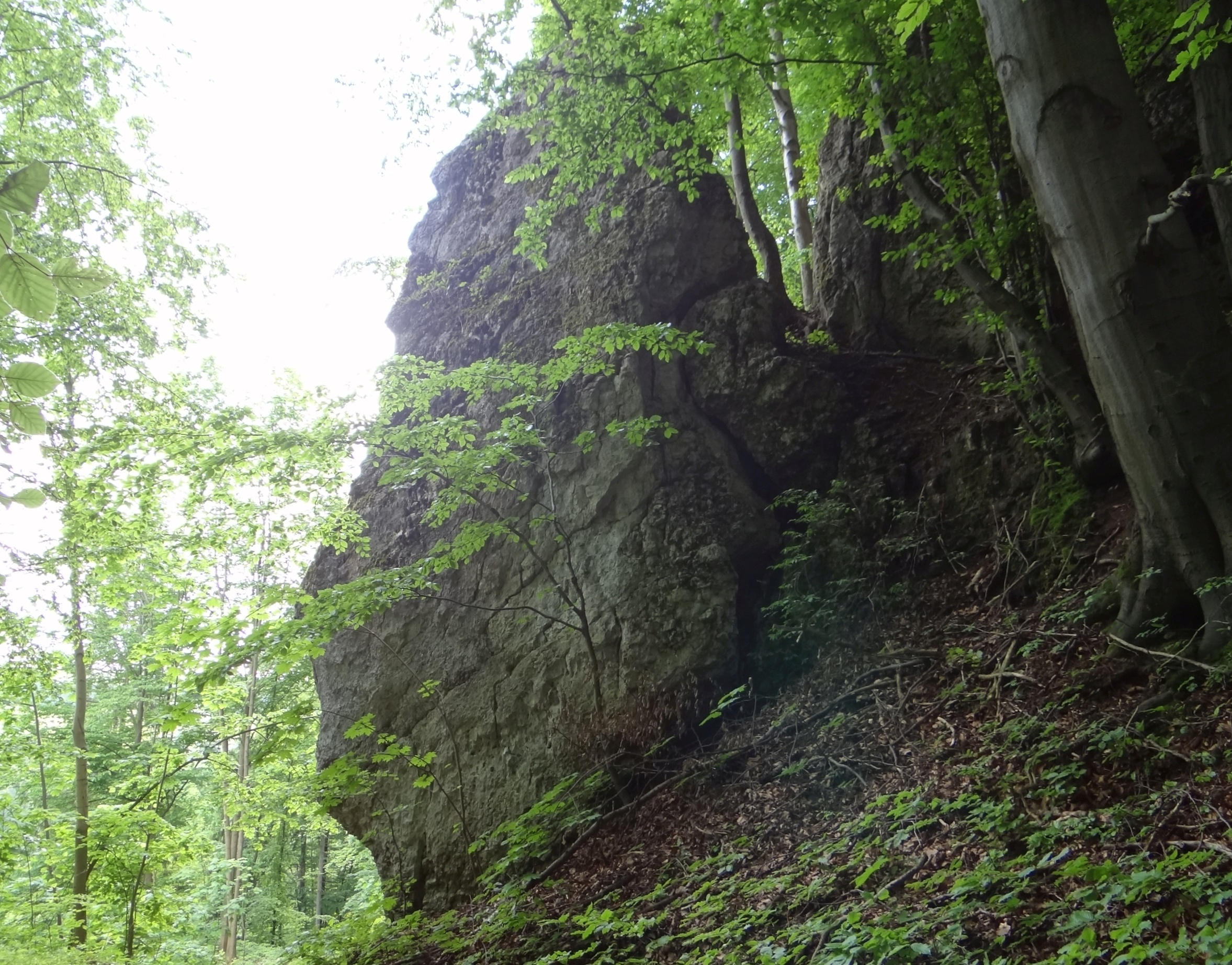
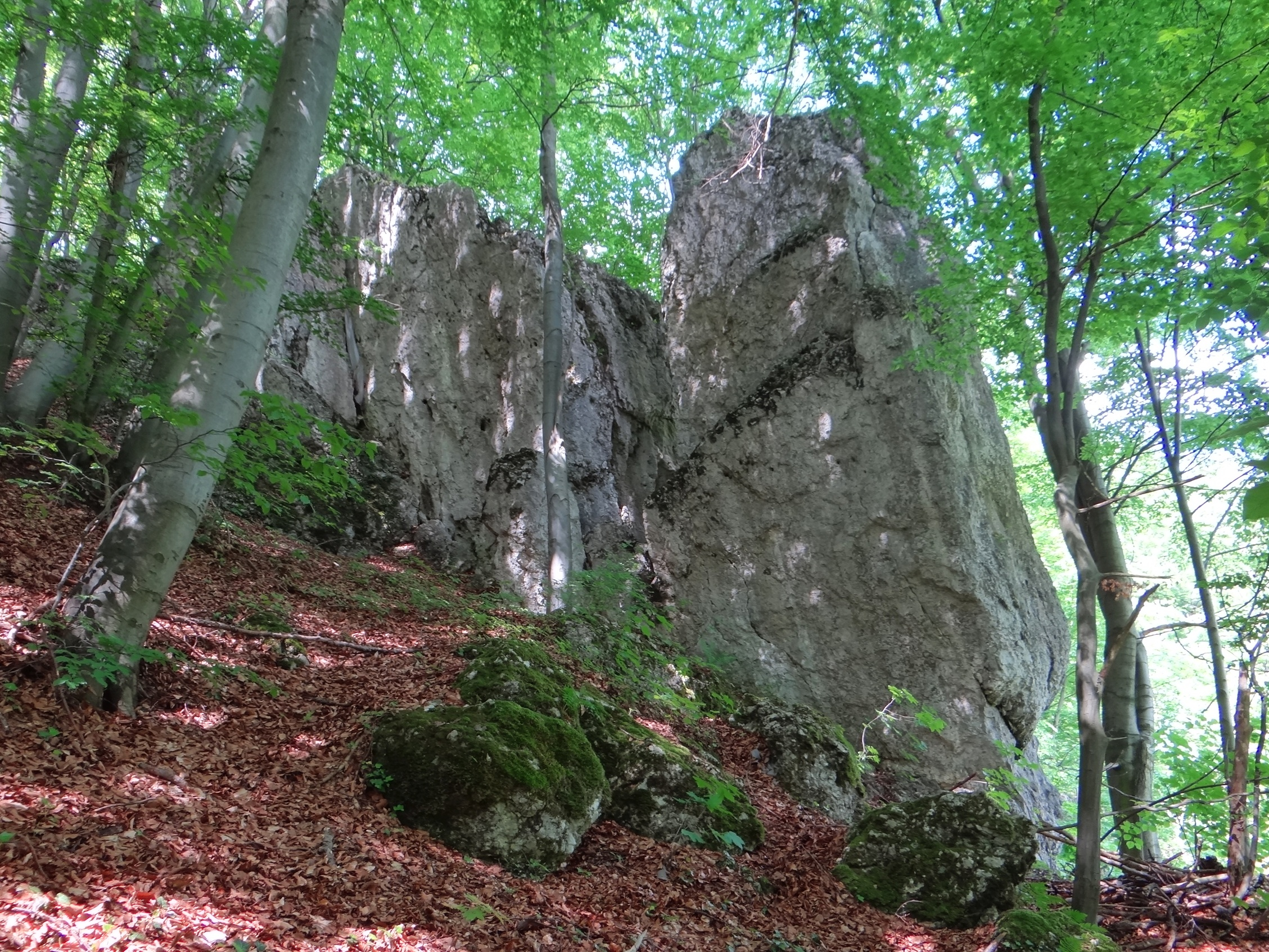
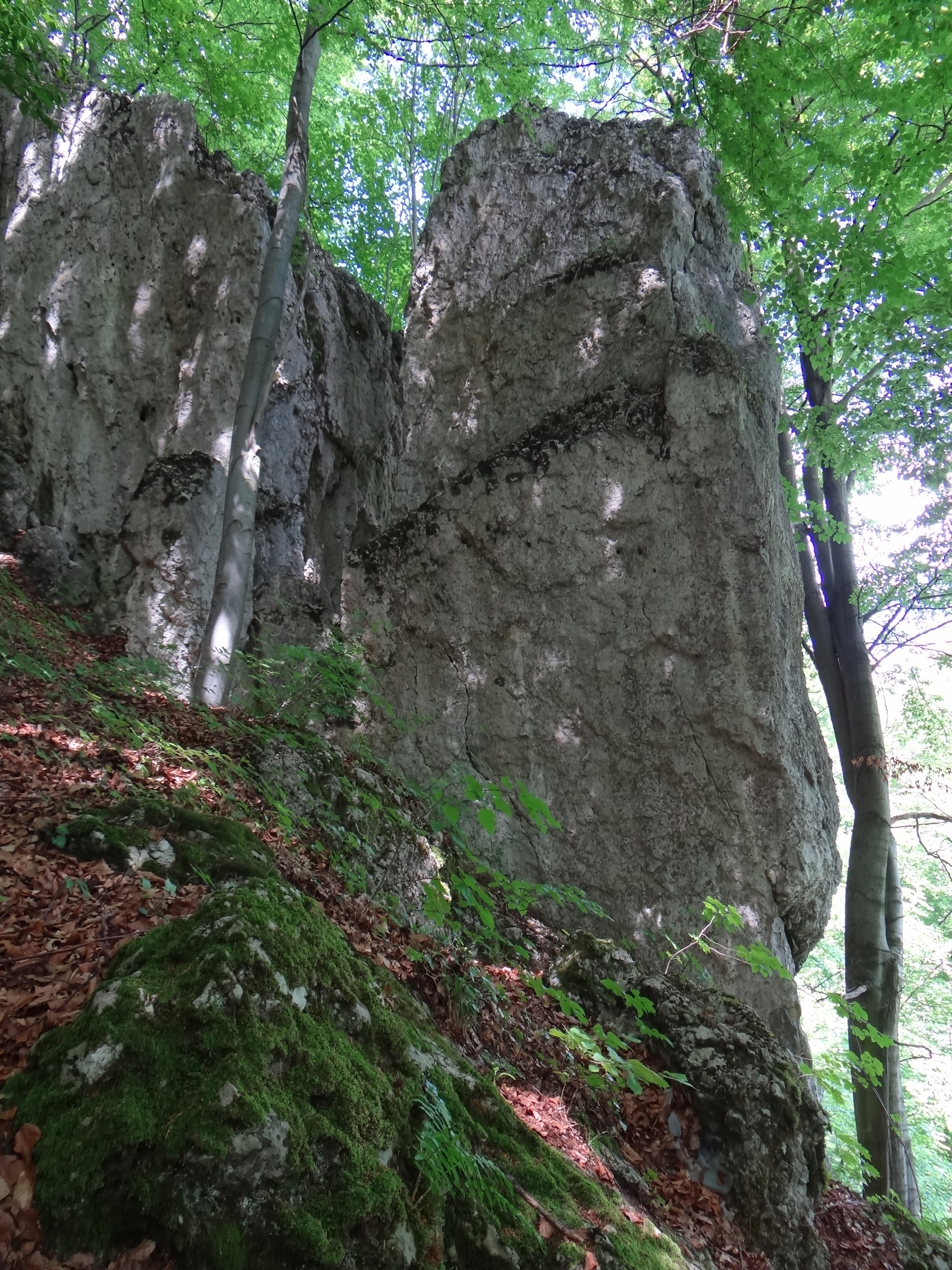
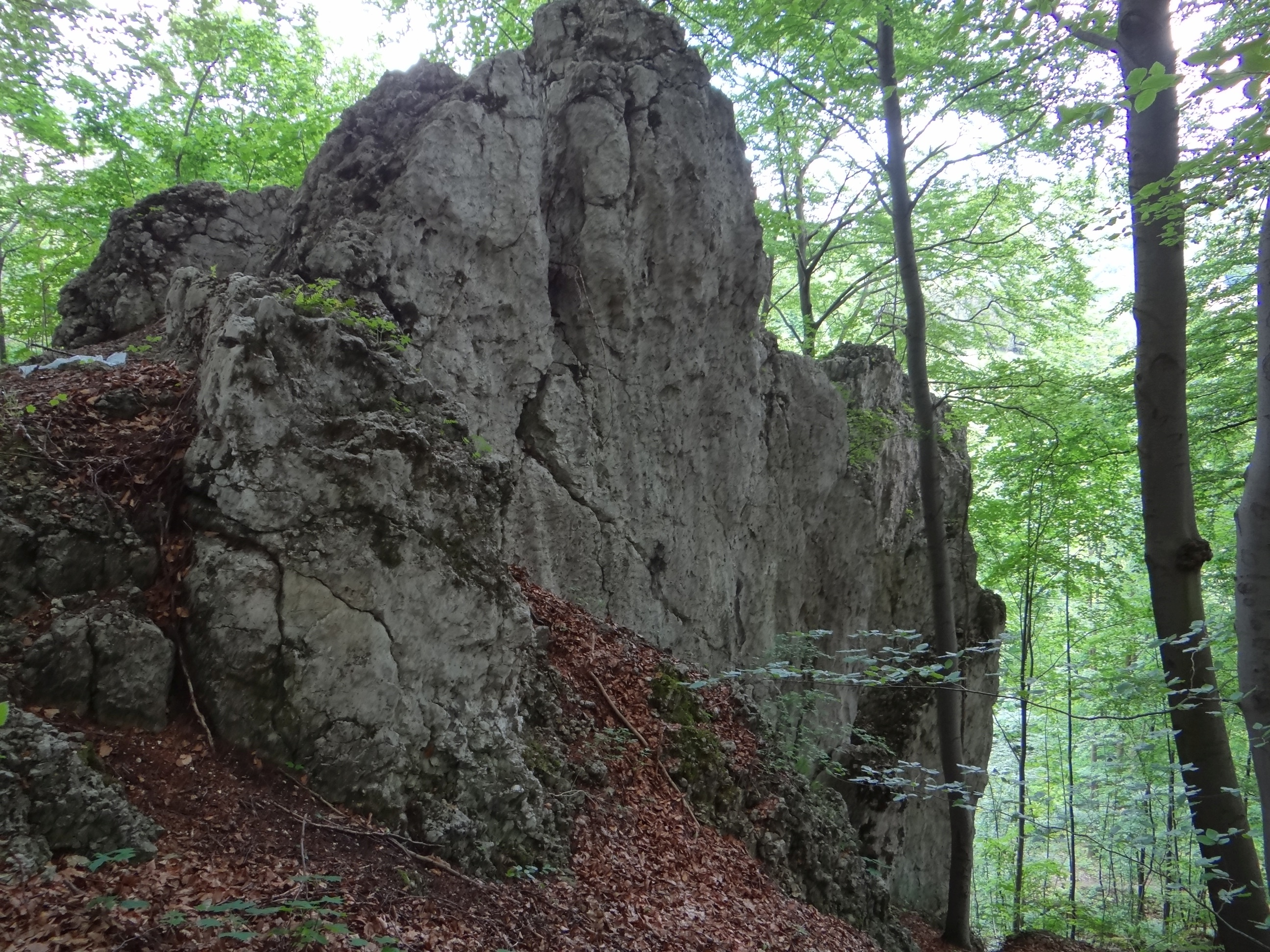